# Ligota (powiat ostrzeszowski)
Ligota – wieś w Polsce położona w województwie wielkopolskim, w powiecie ostrzeszowskim, w gminie Kobyla Góra.
W latach 1975–1998 miejscowość należała administracyjnie do województwa kaliskiego.